# Белл, Джим
Джеймс Дальтон Белл (р. 1958, Акрон, Огайо, США) — американский криптоанархист, основоположник «Политики убийств», идеи организации платежей за убийство, анонимно спонсируемых через Интернет. В 1997 году он был заключён в тюрьму по обвинению в уклонении от уплаты налогов. В 2001 году журнал Wired назвал Белла «одним из самых известных эссеистов Интернета» и «самым печально известным крипто-осуждённым в мире».

## Биография
Белл родился в Акроне, штат Огайо, и, окончив школу, поехал учиться в Массачусетский технологический институт, где он получил степень в области химии. После окончания университета он работал инженером-электриком в Intel, а в 1982 году основал собственную компанию по производству устройств хранения данных SemiDisk Systemsin. Когда его компания закрылась в 1992 году, Белл сказал, что у него началась «фобия» всех финансовых и налоговых вопросов, и что он больше не хочет иметь дело ни с чем из этого. Белл был членом Либертарианской партии и описывал свои политические убеждения как анархо-либертарианские.
В апреле 1995 года Белл написал первую часть эссе под названием «Политика убийств», в котором он описал идею рынка убийств, на котором можно было бы безопасно и анонимно заказывать убийства правительственных чиновников или других лиц, нарушающих права граждан. После расследования, проведённого налоговой службой (IRS) , Белл был арестован и впоследствии заключён в тюрьму на 11 месяцев по обвинению в использовании ложных номеров социального страхования.
После своего освобождения в апреле 2000 года Белл публично заявил, что обнаружил факт коррупционного вмешательства в судебный процесс по его уголовному делу, и что он намерен изучить все факты и подать встречный иск, что он и сделал в 2003 году. Сразу после этого за Беллом было установлено усиленное наблюдение, после которого он был повторно арестован по обвинению в запугивании и преследовании федеральных агентов. После судебных разбирательств Белл был осуждён и снова заключён в тюрьму, на этот раз на десятилетний срок. Белл громко протестовал против проведения судебного процесса, и подал несколько безрезультатных встречных гражданских исков против двух судей, двух прокуроров, а также его адвокатов. Он был освобождён в декабре 2009 года, но повторно арестован в июле 2010 года за нарушение условий условно-досрочного освобождения. Слушание по делу Белла о нарушении условно-досрочного освобождения привело к ещё одному приговору и, как результат, к тюремному заключению до 12 марта 2012 года.

## Эссе «Политика убийств»
В 1995 году Белл опубликовал эссе под названием «Политика убийств», в котором он описал идею использования цифровых подписей для создания рынка убийств, путём «предсказывания» смерти государственных служащих. Суть идеи заключалась в стимулировании людей убивать коррумпированных правительственных чиновников, предлагая вознаграждение тем, кто предоставит запись, предсказывающую смерть конкретного человека в определённое время. Если бы этот человек умер примерно в это время, игрок предоставивший верный ответ, выиграл бы деньги пула.
После публикации эссе было номинировано на премию Chrysler за инновации в дизайне в 1998 году как «творческая и сложная перспектива для улучшения подотчётности правительства». Верховный суд США постановил, что пропаганда насилия в отношении правительственных чиновников, то есть «подстрекательство к неизбежным беззаконным действиям», запрещена первой поправкой конституции США. После публикация «Политики убийств» в 1995 году Белла взяли под наблюдение федеральные следователи. Эссе привлекло интерес теоретиков задолго до юридических проблем его автора: анархо-капиталистический экономист Боб Мерфи критиковал схему политики убийств в двух статьях под названием «Политика разрушения» в 2002 году. Мерфи утверждал, что политика убийств технически неосуществима и при этом идеологически нежелательна с анархо-капиталистической точки зрения (криптоанархизм является формой анархизма). Другие журналисты, такие как Р. Сукумаран, утверждали, что рынки убийств, предложенные Беллом, возможно, технически осуществимы, но поскольку они настолько революционны и при этом «угрожают правительственным элитам», то они будут объявлены незаконными.

## Расследование, судебное преследование и тюремное заключение
Согласно показаниям одного из федеральных агентов, правительство начало оказывать давление на суд округа Малтнома через Стивена Уолша, правительственного агента, который присутствовал на заседаниях под вымышленным именем. Согласно судебным документам, за год было провдедено три слушания, и на всех них Уолш присутствовал, а значит мог существенно влиять на судебный процесс.
В феврале 1997 года налоговая служба отреагировала на налоговый долг Белла, обратив взыскание на его зарплату и конфисковав его автомобиль. Во время обыска внутри машины следователи обнаружили инструкции по изготовлению бомб, политическую литературу и подробную информацию об изготовлении цианида. 1 апреля 1997 года офицеры IRS провели обыск в доме Белла, а в мае того же года он был арестован. В июле Белл признал себя виновным по обвинению в сопротивлении агентам IRS и использовании ложного номера социального страхования (должностные лица утверждали, что он использовал четыре таких номера с 1984 года, чтобы скрыть свои активы; Белл при этом заявил, что он не считает, что кто-либо имеет право знать его реальный номер социального страхования).
Как часть его сделки о признании вины в июле 1997 года Белл признал себя виновным в сборе имён и домашних адресов сотрудников ИРС, и сотрудников Бюро алкоголя, табака и огнестрельного оружия, а также полицейских. Белл также принял на себя ответственность за проведение атаки в Ванкуверском офисе ИРС. Он был осуждён за два мелких преступления и в декабре 1997 года приговорён к одиннадцати месяцам тюремного заключения с последующим трёхлетним испытательным сроком. Он также был приговорён к трёхлетнему надзорному освобождению, в течение которого ему было запрещено пользоваться компьютерами.
В июньском иске Белла 2003 года Белл обвинил федеральное правительство в том, что приставы вымогатели у него соглашения о признании вины 1997 года. Белл утверждал, что, когда в ноябре 1997 года он отказался от этого соглашения, правительственные агенты поручили заключённому Райану Томасу Лунду напасть на Белла с целью запугать его и держать его подальше от семьи и средств массовой информации. Белл утверждал, что он содержался в «бесчеловечных условиях не менее десяти дней». В иске также утверждалось, что Лунд сделал это около шести часов вечера 25 ноября 1997 года. Кроме того, якобы по совпадению, Лунду в те же дни было обещано 27-месячное наказание за незаконное хранение огнестрельного оружия и метамфетамина, когда соответствующий федеральный закон требует обязательного 10-летнего наказания. Белл утверждал, что сокращение приговора было сделано, чтобы вознаградить Лунда за нападения Белла.

## Освобождение и осуждение
Белл отбыл тюремное заключение в федеральной тюрьме строгого режима в Финиксе, штат Аризона, из которой он вышел в апреле 2000 года. Однако он был повторно арестован в июне того же года по обвинению в нарушении нескольких из его 36 условий условно-досрочного освобождения и в ноябре 2000 года был возвращён в федеральный центр содержания под стражей в Ситаке (штат Вашингтон) после очередного обыска в его доме, который Белл назвал «замаскированным ограблением».
Белл провёл акцию против агентов Бюро алкоголя, табака и огнестрельного оружия, используя публичные базы данных и законно полученные компакт-диски, чтобы «сообщить им, что наблюдение может быть сделано в обоих направлениях». За шестимесячный период, Белл также собрал доказательства того, что он якобы находится под незаконной слежкой. В дни, предшествовавшие его аресту, он утверждал, что агентство незаконно установили скрытое прослушивающее устройство в его доме и в его машине, в чём бюро частично признались во время судебного разбирательства. Бюро заявило, что они установили скрытую систему GPS в машине Белла и отслеживали её движения в режиме реального времени. Но Белл в своём иске 2003 года утверждал, что фактически слежка якобы была установлена за несколько месяцев до того, как она была разрешена ордером в октябре 2000 года. Белл также утверждал, что сотрудники федерального правительства незаконно установили GPS-передатчик слежения, который правительство никогда не раскрывало, в автомобиле, которым он управлял в июне 1998 года. Белл далее заявил, что его адвокаты вступили в сговор с целью помешать Беллу потребовать раскрытия всех таких тайно подложенных устройств.
Белл не признал себя виновным в нарушении закона, запрещающего запугивание членов семей федеральных агентов и некоторые формы преследования, хотя обвинение указывало на то, что Белл в интернете собирал данные на федеральных агентов, которые, как он утверждал, преследовали его. Белл, защищая свои действия, говорил, что он использовал публичные записи для защиты от того, что он видел как преследование со стороны правительственных чиновников. Журналист Деклан Маккаллах писал: «[Белл] говорит, и многие наблюдатели согласны с тем, что федералы преследуют его за то, что делает репортёр-расследователь: Сбор информации из общедоступных баз данных, документирование происходящего и так далее. Это дело может создать прецедент, затрагивающий привилегию журналистов, прописанную в Первой поправке.» Также Маккаллах утверждал, что в ходе судебного разбирательства судья полностью опечатал судебное досье, запретил защите выдавать повестки свидетелям, предоставил обвинению значительную свободу в высказывании негативных предположений о характере Белла. Маккаллах также утверждает, что он был вызван в суд двумя агентами Министерства финансов, чтобы предстать перед судом без предварительного уведомления, как того требуют федеральные правила в отношении повесток с участием средств массовой информации. После осуждения, Белл вновь попытался уволить своего адвоката, назначенного судом, обжаловать приговор в Верховном суде и подать гражданский иск против тех, кто были вовлечены в организованный заговор, чтобы лишить его справедливого судебного разбирательства и беспристрастного адвоката.